# Варгато
Варгато — озеро в России в Верхнекетском районе Томской области, на правом берегу нижнего течения реки Кеть. Находится в междуречье рек Кузуровой и Ёлтыревой, в 55 километрах к северо-западу от посёлка Белый Яр и в 310 километрах к северу от Томска. Площадь 16,4 квадратного километра. Мелководный водоём шириной 4,5 километра и длиной 5 километров. Одно из 11 озёр Томской области, площадь которых превышает 10 квадратных километров, другими крупными озёрами являются: Мирное, Иллипех, Польто-3, Имэмтор, Большое, Дикое, Елань, Когозес, Перельто, Якынр. Озеро пресноводное, с хорошей, вкусной водой, имеет кругловатую форму, довольно глубокое, до 10 метров, с плотным дном, обрывистыми и крутыми берегами и довольно рыбное. Особой популярностью среди населения пользуется зимняя рыбалка на озере. Озеро со всех сторон окружено грядово-мочажинными безлесными болотами, поэтому гидрохимический режим озера напоминает болото и рыбы не отличаются видовым разнообразием: водятся щука и речной окунь. Рядом находятся озёра Песчаное и Северное.